# Bonaventura Dini i Facci
Bonaventura Dini i Fazzi (El Vendrell, 25 de novembre del 1876 – Barcelona, 2 d'abril del 1936) va ser violoncel·lista, tenor i professor de música.

## Biografia
Estudià música amb l'organista vendrellenc Carles Casals i Ribes juntament amb els fills d'aquest, Pau i Enric Casals i Defilló, amb els quals sempre tingué gran amistat. Amplià estudis a l'Escola Municipal de Música de Barcelona amb Josep Garcia i Jacot (violoncel) i Josep Rodoreda (harmonia, contrapunt i fuga); també estudià amb Vicent Costa (piano).
L'any 1898 ingressà com a primer violoncel a l'orquestra del Gran Teatre del Liceu, i dos anys després fou nomenat professor del Conservatori de Música d'Isabel II, on tingué per deixebles Ramon Vilaclara i Emili Sànchez i Carrera. Marxà a Milà el 1910 i hi residí fins al 1920, quan tornà a Barcelona; en la seva estada en la ciutat italiana havia debutat com a tenor en l'òpera Faust amb un èxit important. Com a violoncel·lista va ser membre de diversos grups de cambra amb Enric Granados, Joaquim Malats i Matthieu Crickboom i es dedicà tant a la música de cambra com a la simfònica. Va ser reclamat per Pau Casals per entrar a la seva nounada orquestra, i en va ser concertino de violoncel entre 1920 i 1936; també hi cantà de tenor. Igualment, va ser solista de violoncel a l'orquestra del Liceu. Compatibilitzà aquestes actuacions de nivell amb actuacions amb conjunts de cambra en cafès, i en cinemes com a acompanyants de pel·lícules mudes. D'entre els diversos grups amb què actuà hi hagué el Quartet de l'Associació Musical i el Quartet Crickboom, i participà amb el seu quartet en els festivals de l'Associació Wagneriana en els cicles dedicats a Beethoven, entre d'altres. En els anys 30 va cantar en la capella de música de la parròquia de la Concepció de Barcelona.

## Obres
- Amorosa, poesia amorosa inclosa en el drama en dos actes Ferro fred (1909) de Ramon Ramon i Vidales[5]